# Russkaja Sorma
Russkaja Sorma (ros. Русская Сорма) – wieś (sieło) w Rosji, w Czuwaszji, w rejonie alikowskim. W 2021 liczyła 126 mieszkańców.